# Krypvide
Krypvide (Salix repens) är en växtart i familjen videväxter. 
Krypvide är en låg, vanligen nedliggande, utbredd gles buske med huvudstammen ofta under marken. I Sverige är den vanlig på fuktiga ängar, betesmarker, stränder och liknande växtmiljöer upp till Västerbotten och Jämtland.